# Michael Hughes
Pour les articles homonymes, voir Hughes.
Michael Eammonn Hughes est un footballeur International nord-irlandais né le 2 août 1971 à Larne.

## Carrière
| saisons            | clubs           | pays       |
| ------------------ | --------------- | ---------- |
|                    | Carrick Angrs   | Angleterre |
| 1988-1992          | Manchester City | Angleterre |
| 1992-déc.1994      | RC Strasbourg   | France     |
| déc 1994-1995      | West Ham        | Angleterre |
| 1995-jui.1996      | RC Strasbourg   | France     |
| 1996-sept.1997     | West Ham        | Angleterre |
| sept 1997-jan.2002 | AFC Wimbledon   | Angleterre |
| 2002-2002          | Birmingham City | Angleterre |
| 2002-2003          | AFC Wimbledon   | Angleterre |
| 2003-2007          | Crystal Palace  | Angleterre |
| 2007-2008          | Coventry City   | Angleterre |

## Source
- Marc Barreaud, Dictionnaire des footballeurs étrangers du championnat professionnel français (1932-1997), L'Harmattan, 1997.